# Subait Khater
Subait Khater (en árabe: سبيت خاطر فايل خميس المخيني‎, Al Ain, Emiratos Árabes Unidos; 27 de febrero de 1980) es un exfutbolista de los Emiratos Árabes Unidos que jugaba en la posición de centrocampista.

## Carrera

### Club
| Periodo   | Club         | Apariciones | Goles |
| --------- | ------------ | ----------- | ----- |
| 1997–2008 | Al Ain FC    | 203         | 38    |
| 2008–2014 | Al-Jazira SC | 109         | 16    |
| 2014–2015 | Fujairah FC  | 0           | 0     |

### Selección nacional
Jugó para Emiratos Árabes Unidos en 120 ocasiones de 1999 a 2011 y anotó 12 goles; participó en dos ediciones de la Copa Asiática y en los Juegos Asiáticos de 2002.

## Vida personal
Su hijo Hazza Subait también es futbolista.

## Logros

### Club
- UAE Pro League: 1997–98, 1999–00, 2001–02, 2002–03, 2003–04, 2010-11
- UAE President's Cup: 1998–99, 2000–01, 2004–05, 2005–06, 2010-11, 2011-12
- UAE Super Cup: 2003
- UAE Federation Cup: 2004–05, 2005–06
- UAE League Cup: 2009–10
- GCC Champions League: 2001
- AFC Champions League: 2002–03

### Individual
- Futbolista Emiratí del Año: 2000–01[3] 2004–05[4]